# 2021 год в театре
2021 год в театре

## События

### Премьеры
- 30 марта — в Люксембургском национальном театре[фр.] состоялась премьера драмы Жан-Филиппа Туссена «Исчезновение пейзажа[фр.]».

- 2 октября — В Екатеринбургском театре оперы и балета состоялась премьера вечера L.A.D., приуроченного к 65-летию Леонида Десятникова. Одноактные балеты на музыку композитора представили Максим Петров («Три тихие пьесы»), Андрей Кайдановский («Праздник уходящих»), Максим Севагин («Безупречная ошибка») и Вячеслав Самодуров («Дар»). Проект получил номинацию на премию  «Золотая маска» в категории «Лучший спектакль в балете», также на соискание премии были выдвинуты три хореографа (Кайдановский, Севагин и Самодуров) и три художника (Мария Трегубова, Мелани Фрост и Константин Бинкин)[1][2].

### Фестивали и конкурсы
- 5 июля — Тьягу Родригеш[фр.] назван новым директором Авиньонского фестиваля. Он сменит на этом посту Оливье Пи 1 сентября 2022 года, после окончания 76-го фестиваля. Контракт сроком на 4 года предусматривает возможность однократного продления.

## Деятели театра
- «Танцовщиком года» по версии журнала Dance Europe был объявлен Вадим Мунтагиров[англ.] (Королевский балет).

### Скончались
- 18 января, Париж — французский актёр и сценарист Жан-Пьер Бакри.
- 6 июня, Тбилиси — драматург, режиссёр, художник, основатель Тбилисского театра марионеток Резо Габриадзе.